# Cimetière d'Alfortville
Le cimetière d'Alfortville est le cimetière municipal de la ville d'Alfortville dans la banlieue parisienne du Val-de-Marne. Il est connu pour abriter un certain nombre de tombes de personnes d'origine arménienne, cette communauté y étant importante depuis l'arrivée de ces personnes après le génocide arménien de 1915. Il se trouve rue Étienne-Dolet.

## Histoire
Ce grand cimetière a ouvert le 1er mai 1888, après que la commune d'Alfortville est devenue distincte de celle de Maisons-Alfort. Sa superficie est de 11644 mètres carrés. La première tombe est celle de l'ouvrier mécanicien Michel Clâa (1855-1888), libre-penseur. L'enterrement se passe sans cérémonie religieuse. Sa tombe est le lieu de manifestations de libres-penseurs depuis cette époque.
En 2014, la mairie déplore des vols d'ornements de tombes dans le cimetière, et suspecte que les vols concernent le recel des métaux volés. La mairie songe alors à installer la vidéo-surveillance dans le cimetière. En 2017, après une nouvelle série de vols d'ornements métalliques, la mairie confirme l'installation de la vidéo-surveillance dans le cimetière. Lors du weekend de la Toussaint 2022, vingt-deux tombes sont vandalisées,. Les images de vidéo-surveillance sont inexploitables. La mairie a couvert les dommages pour les familes endeuillées touchées par cet acte.

## Description
Ce grand cimetière plat et plutôt monotone est dominé par d'immenses pylônes électriques. Il existe encore quelques parties anciennes avec des chapelles familiales. Certaines sépultures figurent à l'inventaire (tombe de la famille Miscot; chapelle de la famille Delobre, avec  un ange au tympan, construite par Guiard en style Art nouveau; chapelle de la famille Falquet, construite par Sébille). Le cimetière comprend un carré israélite (7e division).

## Personnalités inhumées
- Joseph Franceschi (1924-1988), maire d'Alfortville et ancien ministre de François Mitterrand.
- Lucien Jeunesse (né Jennes, 1918-2008), animateur de radio (cénotaphe, ses cendres ayant été transférées ultérieurement à Landévant).
- Suzy Platiel[13] (1930-2024), ethnolinguiste[14] et africaniste[15] au CNRS.
- Jean-Baptiste Preux (1836-1909), maire de la commune et architecte avec son fils Paul Preux (1865-1935), architecte.

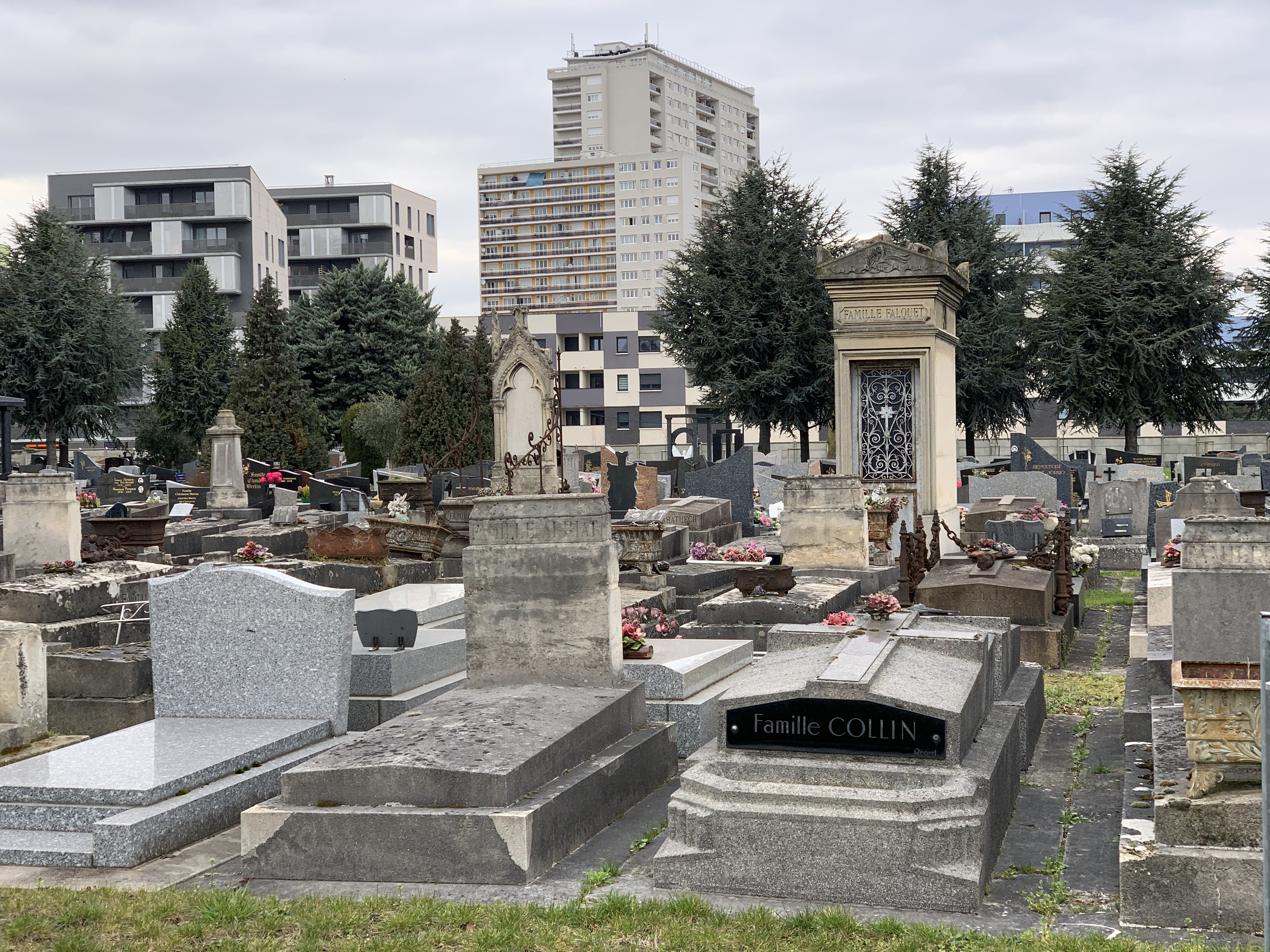
Vue du cimetière.
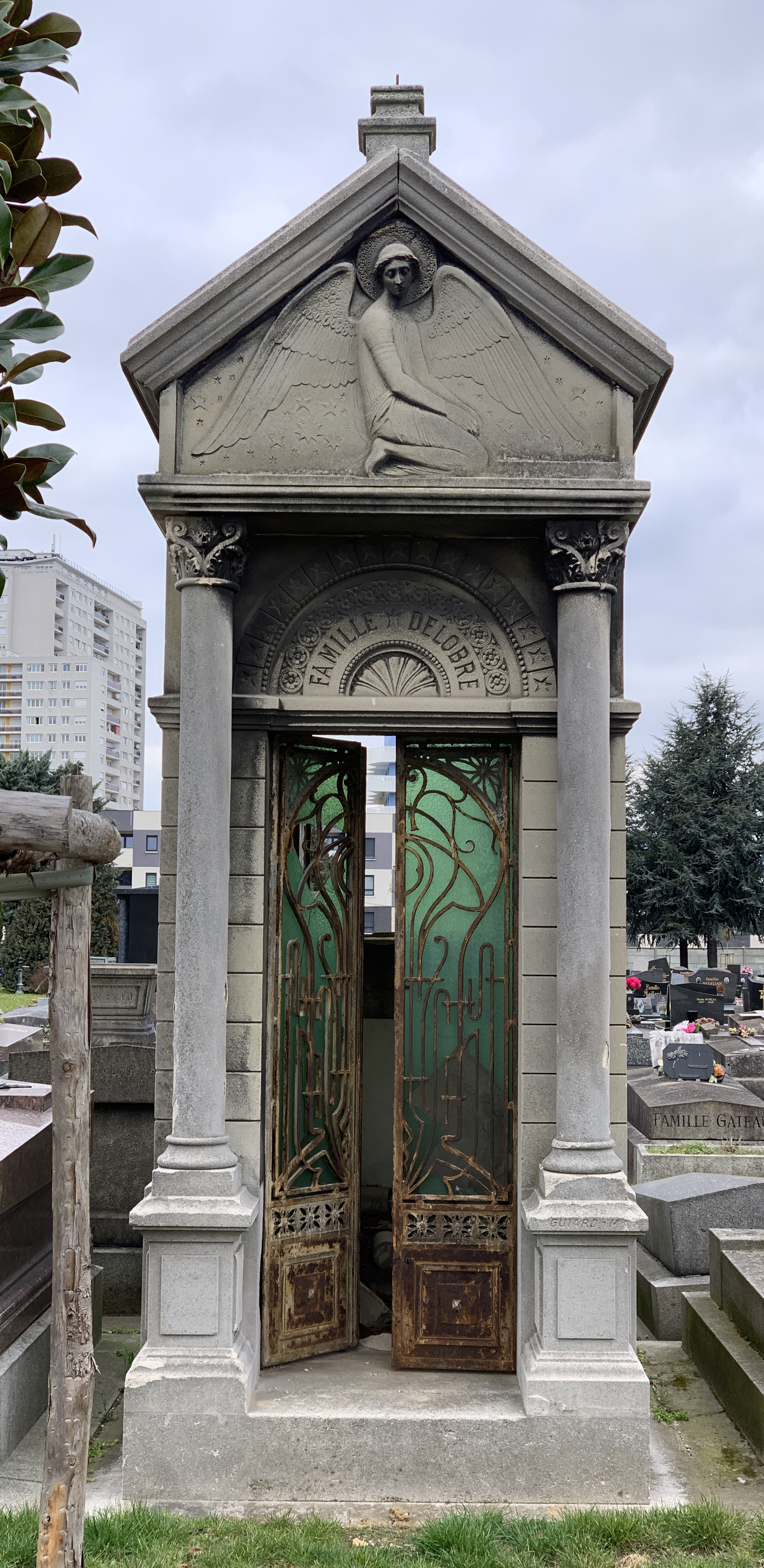
Chapelle Delobre.
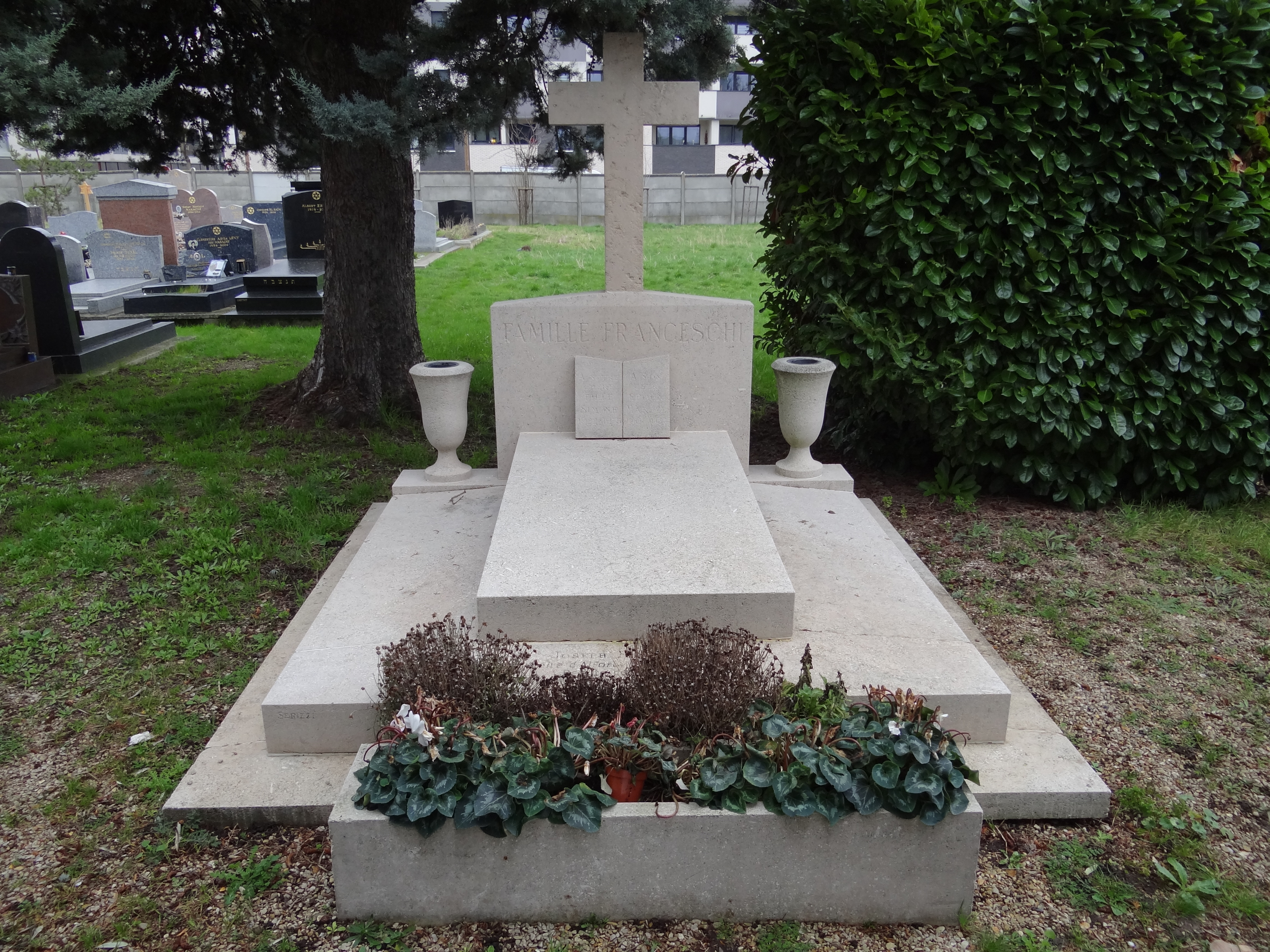
Tombe de Joseph Franceschi.